# 藤原慎二
藤原 慎二（ふじわら しんじ、1946年（昭和21年）7月1日 - ）は、日本のヘアメイクアーティスト・特殊メイク・スタイリスト・美術デザイナー・美術監督・映画プロデューサー。株式会社ハビッツ取締役。

## 経歴
京都府生まれ。1973年ヘアーメイクアーチストとして業界デビュー。以後、特殊メイク、スタイリストをかねる。1990年頃、美術全般を担当（美術デザイナー・美術監督）。2000年頃から製作やプロデュースも担当。

### 映画・TV
- 1987年　TV熊本記念作品「徳富蘇峰」美術・衣装・メイク
- 1987年　日活Vシネマ「走破！」美術・衣装・メイク
- 1988年　日本TV「電脳警察サイバーコップ」衣装・メイク・特殊メイク
- 1989年　映画「タイコネクション」メイク・スタイリスト
- 1990年　映画「エバラ家の人々」メイク・スタイリスト
- 1991年　TV東京 「平成就職物語」美術・衣装・メイク
- 1991年　TV東京「愛と裏切りの百億円」メイク・スタイリスト
- 1991年　映画「ジゴロ・コップ」メイク・衣装・特殊メイク
- 1992年　映画「HAKEN　覇拳」美術・衣装・メイク
- 1992年　映画「地雷原」	崎田憲一	千葉真一	美術・衣装・メイク
- 1992年　テレビ朝日「本当にあった怖い話」特殊メイク
- 1992年　TV「西遊記」特殊美術
- 1992年　Vシネマ「おいら女蛮」美術・メイク・衣装
- 1993年　関西テレビ「闇からきた少女」美術・衣装・メイク
- 1993年　ハリウッド映画「リゾート・トゥ・キル」忍者スペシャリスト
- 1994年　映画「RAMPO」特殊美術
- 1994年　映画「仮面ライダーJ」特殊美術
- 1994年　映画「企業戦士YAMAZAKI」特殊美術
- 1995年　映画「陰獣学園」美術・メイク・衣装・特殊美術・特殊メイク
- 1995年　映画「哭きの竜美術・特殊メイク・メイク・衣装
- 1996年　映画「猫の息子」美術・メイク・衣装
- 1996年　映画「風のかたみ」特殊美術・特殊メイク
- 1996年　TV東京「七星闘神ガイファード」	美術プロデューサー・ 特殊美術
- 1997年　映画「心霊２」まちぼうけ美術全般・操演
- 1997年　映画「心霊２」踏切に立つ少女美術全般・操演
- 1997年　映画「30 thirty」美術・メイク・衣装
- 1998年　映画「しあわせになろうね」美術全般・操演
- 1998年　映画「大いなる完」美術・メイク・衣装
- 1999年　映画「籠女」美術・メイク・衣装・特殊メイク
- 1999年　TV「海の上のラブソング」・メイク・衣装
- 1999年　Vシネマ「麻雀愚連隊」美術・メイク・衣装
- 1999年　関西TV「シネマカクテル」美術・メイク・衣装
- 2000年　映画「JUNK 死霊狩り」美術・特殊メイク・メイク・衣装
- 2000年　TV「ハッピィサルベージ」美術・メイク・衣装
- 2001年　TV「聖アリス学園」美術・メイク・衣装
- 2001年　映画 「ホ・ギ・ラ・ラ Hogi-Lala」美術・メイク・衣装
- 2002年　wowow「TOYD」美術・メイク・衣装
- 2002年　土曜ワイド劇場「おばはん刑事8美術・衣装
- 2002年　土曜ワイド劇場「殺人ロケ」	美術・メイク・衣装
- 2003年　TBS「金田一耕助人面相」	特殊メイク
- 2003年　映画「eiko」美術
- 2003年　月曜ミステリー「弁護士 高見沢響子7」美術
- 2003年　映画「ナニワ金融道」美術・衣装・メイク
- 2003年　映画「新しい風 若き日の依田勉三」美術・プロデューサー
- 2004年　映画「アダン」美術
- 2004年　映画「晴れたらポップなボクの生活」美術
- 2004年　映画「カスタムメイド」プロデューサー
- 2005年　インターネットドラマ「NOTES」プロデューサー
- 2006年　映画「長州ファイブ」プロデューサー
- 2006年　映画「Mayu～ココロの星」美術・プロデューサー
- 2007年　映画「Watch with Me～卒業写真～」プロデューサー・美術
- 2007年　映画「丘を越えて」装飾
- 2007年　映画「音符と昆布」美術・装飾
- 2008年　映画「ニュータイプただ、愛のために」美術・装飾
- 2008年　映画「トリコン!!!リターンズ」美術・装飾
- 2008年　テレビ東京「湯けむりスナイパー」美術、装飾
- 2009年　テレビ東京「かりゆし先生ちばる！」美術、装飾
- 2010年　映画「HESOMORI－ヘソモリ－」製作、美術
- 2013年　映画「THE　LIFT」ヘアメイク、美術、特殊メイク
- 2013年	 映画「東京〜ここは、硝子の街〜」プロデューサー